# أر هانسن
أر هانسن (بالنرويجية البوكمول: Are Hansen)‏ هو لاعب رماية نرويجي، ولد في 16 يناير 1982 في Fredrikstad ‏ في النرويج.

## وصلات خارجية
- أر هانسن على موقع الاتحاد الدولي (الإنجليزية)
- أر هانسن على موقع أوليمبيديا (الإنجليزية)